# Krankenhaus für Psychiatrie, Psychotherapie und Psychosomatische Medizin Schloss Werneck

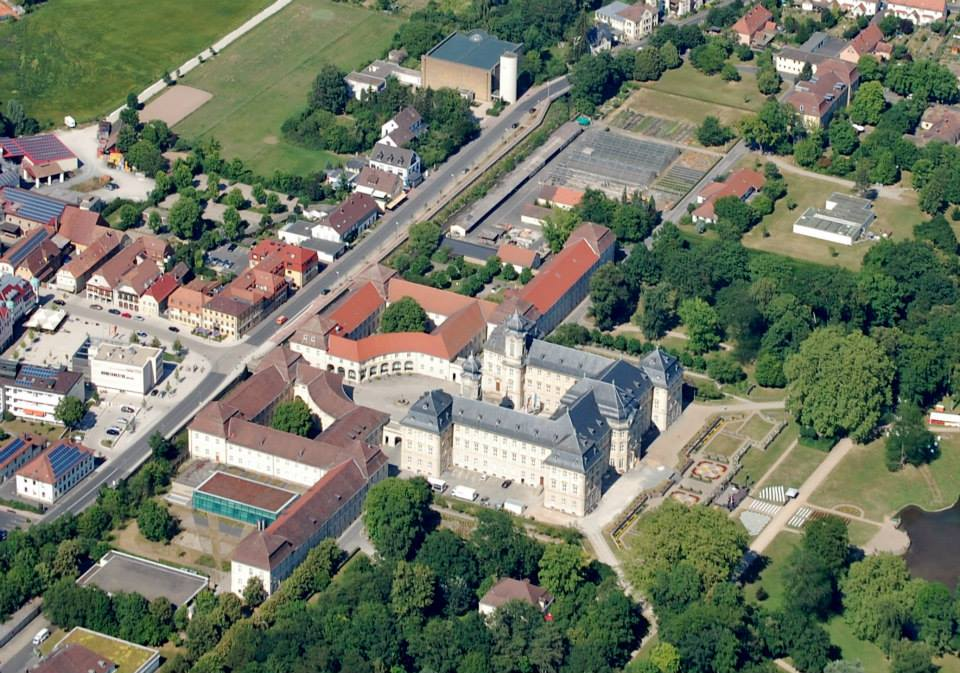
Schloss Werneck, Gesamtanlage

Das Krankenhaus für Psychiatrie, Psychotherapie und Psychosomatische Medizin Schloss Werneck ist ein psychiatrisches Fachkrankenhaus im Schloss Werneck, in Werneck im Landkreis Schweinfurt.

## Geschichte
Der Bayerische Landtag hatte eine möglichst flächendeckende stationäre psychiatrische Versorgung beschlossen.
König Max II. von Bayern überließ das Schloss Werneck der Kreisgemeinde Unterfranken für 155.000 Gulden, um darin eine Kreisirrenanstalt zu errichten. Sie wurde 1855 eröffnet. Ihr erster Direktor war Bernhard von Gudden; ihm folgte Max Hubrich (1837–1886), der wie von Gudden zu den Unterzeichnern eines die Regierungsunfähigkeit des bayerischen Königs bestätigenden Gutachtens gehörte. Um 1900 hatte die Einrichtung etwa 800 Betten.
Unter den Nationalsozialisten wurden 227 Patienten der Heil- und Pflegeanstalt Werneck zwangssterilisiert. Vom 3. bis 6. Oktober 1940 wurde die Heil- und Pflegeanstalt Werneck auf Anordnung des Würzburger Gauleiters Otto Hellmuth im Rahmen der Aktion T4 geräumt. Dabei wurden 777 Patienten verlegt – die Zielangabe „Unbek. Anst.“ bedeutete jeweils die Ermordung des Patienten:
- in die Heil- und Pflegeanstalt Lohr,
- in die „Zwischenanstalten“ Heil- und Pflegeanstalt Großschweidnitz, Landes-Heil- und Pflegeanstalt Arnsdorf, Landes-Heil- und Pflegeanstalt Niedernhart,
- in die Tötungsanstalt Pirna-Sonnenstein.

1957 wurde die Klinik wieder als solche in Betrieb genommen.
Der Oberarzt Thomas Schmelter, der seit 1985 in der Klinik tätig ist, beschäftigt sich seit 1990 mit der Geschichte des Hauses im Dritten Reich. 2015 entdeckte man 600 Meldebögen im Hauptstaatsarchiv in Wiesbaden wieder, die Schmelter bei der Rekonstruktion der Patienten-Schicksale weiterhalfen.
Ein Mahnmal, von Julian Walter gestaltet, wurde am 24. November 1996 der Öffentlichkeit übergeben.

## Einrichtung
Das Krankenhaus hat heute 290 Betten. Der Funktionsbereich Akutpsychiatrie umfasst insgesamt 7 Stationen.